# Rodney Brown
Rodney Andrey Brown (21. svibnja 1993. - ) je američki atletičar i bacač diska, osvajač zlatnog odličja s NACAC prvenstva 2014. u Kamloosu, u Kanadi. Svoj prvi seniorski nastup ostvario je na Svjetskom prvenstvu 2015. u Pekingu gdje nije imao nijedan ispravan hitac.
Svoj osobni rekord (65,04 m) ostvario je u Philadelphiji 2015. godine.
Studirao je na državnom sveučilištu u Louisiani.